# Kamendaka gashakae
Kamendaka gashakae är en insektsart som beskrevs av Van Stalle 1984. Kamendaka gashakae ingår i släktet Kamendaka och familjen Derbidae. Inga underarter finns listade i Catalogue of Life.